# Licideop
El licideop (Lycideops longiceps) és una espècie extinta de sinàpsid de la família dels licideòpids que visqué al sud d'Àfrica durant el Permià superior. Se n'han trobat restes fòssils a l'Estat Lliure (Sud-àfrica). És l'única espècie coneguda del gènere Lycideops. Tenia el musell llarg, un caràcter típic dels licideòpids. El seu nom genèric, Lycideops, significa 'cara de llobató' en llatí, mentre que el seu nom específic, longiceps, significa 'cap-llarg'.